# إلياس ريبيرو دي أوليفيرا
إلياس ريبيرو دي أوليفيرا (بالبرتغالية: Elias Ribeiro de Oliveira‏) (2 سبتمبر 1983 في البرازيل - ) هو لاعب كرة قدم برازيلي في مركز الوسط. لعب مع أتلتيكو باراناينسي وأتلتيكو غويانيينسي ونادي العين ونادي باهيا ونادي بونتي بريتا ونادي خزر لنكران ونادي فاسكو دا غاما ونادي فلومينينسي ونادي فورتاليزا ونادي فيغورينسي ونادي 15 نوفمبر ‏.

## وصلات خارجية
- إلياس ريبيرو دي أوليفيرا على موقع قاعدة بيانات كرة القدم.إي يو (الإنجليزية)
- إلياس ريبيرو دي أوليفيرا على موقع Soccerway.com (الإنجليزية)